# Túnez en los Juegos Paralímpicos de Sídney 2000
Túnez estuvo representado en los Juegos Paralímpicos de Sídney 2000 por diez deportistas, ocho hombres y dos mujeres.

## Medallistas
El equipo paralímpico tunecino obtuvo las siguientes medallas:
| Nombre              | Deporte   | Evento                          |
| ------------------- | --------- | ------------------------------- |
| Oro                 |           |                                 |
| Maher Bualeg        | Atletismo | 800 m T13 masculino             |
| Maher Bualeg        | Atletismo | 1500 m T13 masculino            |
| Maher Bualeg        | Atletismo | 5000 m T13 masculino            |
| Wisam Ben Bahri     | Atletismo | Salto de altura F20 masculino   |
| Fares Hamdi         | Atletismo | Salto de longitud F37 masculino |
| Ali Gribi           | Atletismo | Pentatlón P58 masculino         |
| Plata               |           |                                 |
| Jadiya Yabalá       | Atletismo | Disco F58 femenino              |
| Jadiya Yabalá       | Atletismo | Peso F58 femenino               |
| Wisam Ben Bahri     | Atletismo | Salto de longitud F20 masculino |
| Mohamed Ali Fatnasi | Atletismo | Peso F20 masculino              |
| Bronce              |           |                                 |
| Tahar Lachheb       | Atletismo | Disco F58 masculino             |